# Lutterzele
Lutterzele is een wijk in Sint-Gillis-bij-Dendermonde, een deelgemeente van de Belgische stad Dendermonde. De wijk ligt ten noordoosten van het centrum van Sint-Gillis-bij-Dendermonde en heeft een eigen parochie.
Ten noorden van Lutterzele ligt de wijk Keur, ten oosten het industriegebied Hoogveld.

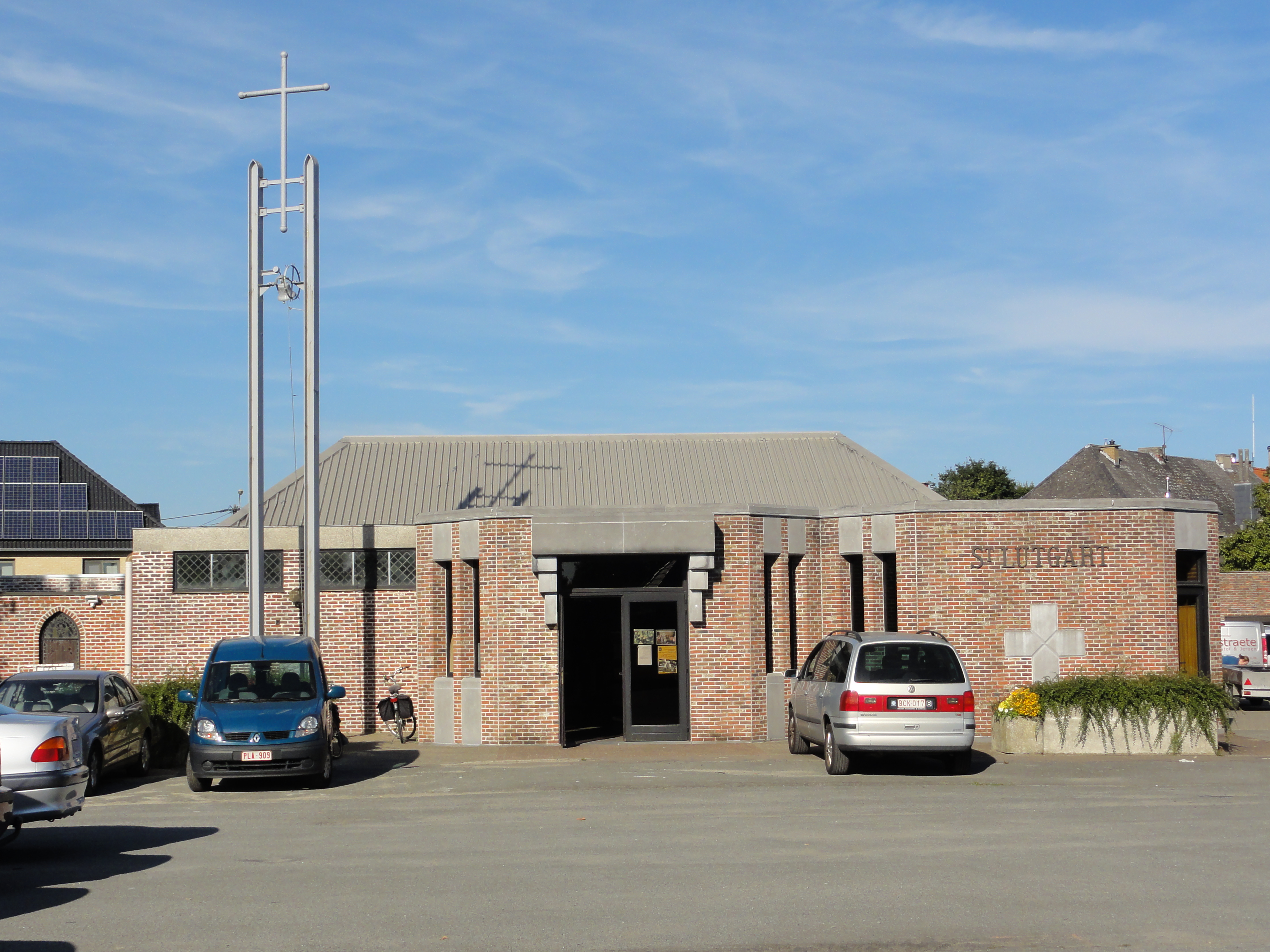
Sint-Lutgardiskerk

## Geschiedenis
De plaats bleef eeuwenlang een landelijke gebied ten zuidoosten van de stad Dendermonde, waar zich enkele kleine lintvormige gehuchten ontwikkelden. Op de Ferrariskaart uit de jaren 1770 zijn hier de gehuchten Hullekens Straete en Dyck Straete weergegeven. De aangeduide wegen door die gehuchten heten nog steeds Hullekenstraat en Lange Dijkstraat.
In 1837 werd het gebied in oost-west-richting doorsneden door de spoorlijn Mechelen-Dendermonde. De stad Dendermonde breidde zich uit buiten haar omwalling, vooral in zuidoostelijke richting, waar de oude rijgehuchten samenklitten en Sint-Gillis-bij-Dendermonde verder verstedelijkte. De wijk Lutterzele groeide verder uit ten noordoosten van het centrum van Sint-Gillis-bij-Dendermonde, ervan gescheiden door de spoorlijnen.
In 2017 werd de eerste spade in de grond gestoken voor de nieuwe woonwijksite 'Elsbos'. In een eerste fase worden er 90 koopwoningen, 28 kavels en 125 sociale huurwoningen voorzien op 10ha grond.

## Parochie
Omwille van deze afgezonderde ligging en de afstand tot de hoofdkerk van Sint-Gillis-Buiten werd in 1967 een aanvraag ingediend voor de oprichting van een hulpparochie in Lutterzele, die in 1969 werd erkend. In de loop van 1971 werd een kerkje met parochiecentrum opgetrokken, opgedragen aan Sint-Lutgardis. Voor de bouw werd recuperatiemateriaal gebruikt afkomstig van de in datzelfde jaar afgebroken kapel van het klooster van de zuster van Sint Vincentius a Paulo in Berlare, namelijk bakstenen, enkele glasramen en de houten zoldering. In de zomer van 1971 werd een stevige betonnen fundering (ca.50.000 kg) gelegd. Hierop verrees de nieuwe parochiekerk met toegang over (en parking naast) de ingekokerde Volaardebeek. Eind 1978 werd de parochie van Lutterzele een volwaardige, zelfstandige parochie. Naast het kerkje had men plaats voorzien voor een definitieve kerk, maar omdat het bestaande kerkje voldeed, bleef dit behouden als definitieve kerk. De kerk en bijhorende Mariagrot staan sinds 2010 op de lijst van bouwkundig erfgoed.
In 2017 kwam het nieuw kerkenbeleidsplan uit van de stad Dendermonde. Daarin stond dat voor de St.-Lutgardiskerk wordt uitgegaan van een uitdoofscenario voor de eredienst. Daardoor is er nu een overgangsfase in afwachting van zijn nieuwe herbestemming.

## Bezienswaardigheden
- de Sint-Lutgardiskerk
- de Sint-Ritakapel
- de Lourdesgrot van Lutterzele

## Verkeer en vervoer
In het zuiden loopt Spoorlijn 53 van Mechelen naar Dendermonde. Ten oosten loopt in noord-zuidrichting de N41.

## Sport
In 1967 werd FC Lutterzele opgericht. De club begon in liefhebbersverbond, maar vanaf het seizoen 1978-1979 sloot de ploeg zich aan bij de KBVB en verkreeg het stamnummer 8613. De thuiswedstrijden werden gespeeld op de terreinen te Hoeksken. De groen-witte Oost-Vlaamse club promoveerde voor het eerst in hun bestaan naar de 3de Provinciale op het einde van het seizoen 1983-’84. Na een degradatie kon Lutterzele kampioen spelen in 1990. In 1999 kwam er een eerste fusie tussen FC Lutterzele en FC Boonwijk. Deze Fusieclub ging door onder de naam VV Boonwijk Lutterzele (stamnummer 4734).Uiteindelijk kwam er in 2003 een nieuwe fusie. Het toenmalige Eendracht Sint-Gillis-bij-Dendermonde fuseerde met Verbroedering Boonwijk-Lutterzele. De nieuwe grote fusieclub kreeg de naam K. Voetbalclubs Sint-Gillis (stamnummer 4467).In 2017 nam KV Sint-Gillis het stamnummer 4462 van Lebeke-Aalst over en speelt dezer dagen in de 2de provinciale.
Deelgemeenten: Appels · Baasrode · Dendermonde · Grembergen · Mespelare · Oudegem · Schoonaarde · Sint-Gillis-bij-Dendermonde 

Gehuchten en wijken: Boonwijk · Briel · Keur · Lutterzele · Vlassenbroek

Belgische gemeenten · Arrondissement Dendermonde · Oost-Vlaanderen · Vlaanderen